# 滨河皮里斯
滨河皮里斯是巴西戈亚斯州的一个市镇。总面积1076平方公里，总人口26733人，人口密度24.8人/平方公里。